# Championnat de France de football australien 2014
Navigation
2013 2015
Le Championnat de France de football australien 2014 est la sixième édition de cette compétition. Il réunit 7 équipes existantes en France et est organisé par le Comité national de football australien. La compétition débute le 5 octobre 2013 et s'achève le 14 juin 2014. Le championnat sacre les Toulouse Hawks pour la deuxième année consécutive.

## Organisation
Le championnat 2013-2014 se fait sous forme d’une poule unique avec match aller seulement. En effet, lors de la précédente édition, un nombre trop important de forfaits et le peu de matchs joués notamment au sein de la Development League (en raison de problèmes financiers et de blessures à répétitions) a été constaté. De plus, les nouveaux clubs, non inscrits dans le calendrier, pourront toutefois être inclus dans le championnat, s’ils justifient d’un nombre suffisant de joueurs et prouvent que leur affiliation est en cours au sein du Comité national de football australien. Ils ont jusqu’au 1er septembre 2013 pour se manifester auprès du CNFA. Leurs dates de match seront établies en fonction des dates restantes disponibles et de sorte à ne pas rompre l’équité financière des clubs déjà participants. À l’issue de la saison régulière, se dérouleront les demi-finales mettant aux prises les quatre meilleures équipes de la saison régulière. La finale se joue chez le vainqueur de l’année précédente au Stade Corbarieu de Toulouse. Lors de cette 6e édition, la nouvelle équipe des ALFA Lions (Association lyonnaise de football australien) remplace les Marseille Dockers qui ne peuvent malheureusement concourir pour le titre.

## Clubs participants
| \| Bordeaux Lyon Cergy Montpellier Paris Strasbourg Toulouse \| Localisation des clubs engagés dans le championnat. |
| Bordeaux Lyon Cergy Montpellier Paris Strasbourg Toulouse                                                           |

Le 6e Championnat de France de football australien réunit 7 clubs répartis en une poule unique :
| Club                      | Ville          | Classement 2012-2013 | Entraîneur      | Depuis | Stade                              | Capacité | Création |
| ------------------------- | -------------- | -------------------- | --------------- | ------ | ---------------------------------- | -------- | -------- |
| Bordeaux Bombers          | Bordeaux       | 3 (SL)               | Will Maley      | 2013   | Stade des Bords de Jalle           | 1 000    | 2007     |
| ALFA Lions                | Lyon           | Nouveau club         | Pedr Chapman    | 2013   | Parc de Parilly                    | ?        | 2013     |
| Coyotes de Cergy-Pontoise | Cergy-Pontoise | 3 (DL)               | Cyril Talon     | 2011   | Stade de l'ASPTT Cergy-Pontoise    | ?        | 2011     |
| Montpellier Fire Sharks   | Montpellier    | 1 (DL)               | Jérôme Canonici | 2013   | Parc des Sports de La Grande Motte | ?        | 2008     |
| Paris Cockerels           | Paris          | 2 (SL)               | Andrew Senkans  | 2011   | Stade du Polygone                  | ?        | 1998     |
| Strasbourg Kangourous     | Strasbourg     | 4 (SL)               | Julien Tanguy   | 2005   | Stade de Hautepierre               | 800      | 2005     |
| Toulouse Hawks            | Toulouse       | 1 (SL)               | Julien Maylie   | 2010   | Stade Pierre Corbarieu             | ?        | 2008     |

## Rencontres

### 1rejournée
| Le 5 octobre 2013   | Stade ASPTT Cergy-Pontoise, Ennery | Coyotes de Cergy | 20.13. (133) - 6.18. (54)  | Strasbourg Kangourous   |
|                     |                                    |                  |                            |                         |
| Le 23 novembre 2013 | Stade des Bords de Jalle, Bordeaux | Bordeaux Bombers | 12.10. (82) - 13.9. (87)   | Paris Cockerels         |
|                     |                                    |                  |                            |                         |
| Le 19 octobre 2013  | Stade Pierre Corbarieu, Toulouse   | Toulouse Hawks   | 15.23. (133) - 10.10. (70) | Montpellier Fire Sharks |
|                     |                                    |                  |                            |                         |
| Exempté             | Parc de Parilly, Lyon              | ALFA Lions       | -                          | Exempté                 |
|                     |                                    |                  |                            |                         |

### 2ejournée
| Le 9 novembre 2013  | Stade du Polygone, Vincennes     | Paris Cockerels         | 7.6. (48) - 7.7. (49)      | Coyotes de Cergy |  |  |  |  |  |
|                     |                                  |                         |                            |                  |  |  |  |  |  |
| Le 9 novembre 2013  | Parc de Parilly, Lyon            | ALFA Lions              | 10.13. (73) - 22.15. (147) | Bordeaux Bombers |  |  |  |  |  |
|                     |                                  |                         |                            |                  |  |  |  |  |  |
| Le 16 novembre 2013 | Stade de Hautepierre, Strasbourg | Strasbourg Kangourous   | 8.5. (53) - 25.16. (166)   | Toulouse Hawks   |  |  |  |  |  |
| Exempté             | Stade La Grande-Motte            | Montpellier Fire Sharks | -                          | Exempté          |  |  |  |  |  |
|                     |                                  |                         |                            |                  |  |  |  |  |  |

### 3ejournée
| Le 30 novembre 2013 | Stade La Grande-Motte              | Montpellier Fire Sharks   | 19.14.(128) - 9.5.(59) | ALFA Lions            |
|                     |                                    |                           |                        |                       |
| Le 7 décembre 2013  | Stade du Polygone, Vincennes       | Paris Cockerels           | 20.24.(144) - 8.4.(52) | Strasbourg Kangourous |
|                     |                                    |                           |                        |                       |
| Le 14 décembre 2013 | Stade des Bords de Jalle, Bordeaux | Bordeaux Bombers          | 6.7.(43) - 12.12.(84)  | Toulouse Hawks        |
|                     |                                    |                           |                        |                       |
| Exempté             | Stade ASPTT Cergy-Pontoise, Ennery | Coyotes de Cergy-Pontoise | -                      | Exempté               |
|                     |                                    |                           |                        |                       |

### 4ejournée
| Le 14 décembre 2013 | Stade La Grande-Motte              | Montpellier Fire Sharks | 14.13.(97) - 14.9.(94) | Coyotes de Cergy-Pontoise |
|                     |                                    |                         |                        |                           |
| Le 5 février 2014   | Parc de Parilly, Lyon              | ALFA Lions              | 6.7.(43) - 20.40.(162) | Paris Cockerels           |
|                     |                                    |                         |                        |                           |
| Le 15 février 2014  | Stade des Bords de Jalle, Bordeaux | Bordeaux Bombers        | 17.14.(116) - 9.9.(63) | Montpellier Fire Sharks   |
|                     |                                    |                         |                        |                           |
| Exempté             | Stade Pierre Corbarieu, Toulouse   | Toulouse Hawks          | -                      | Exempté                   |
|                     |                                    |                         |                        |                           |

### 5ejournée
| Le 8 mars 2014  | Stade Pierre Corbarieu, Toulouse   | Toulouse Hawks            | 20.16. (136) - 5.11. (41) | Paris Cockerels  |
|                 |                                    |                           |                           |                  |
| Le 8 mars 2014  | Stade de Hautepierre, Strasbourg   | Strasbourg Kangourous     | 0.0. (100) - 0.0. (0)     | ALFA Lions       |
|                 |                                    |                           |                           |                  |
| Le 29 mars 2014 | Stade ASPTT Cergy-Pontoise, Ennery | Coyotes de Cergy-Pontoise | 6.16. (52) - 10.16. (66)  | Bordeaux Bombers |
|                 |                                    |                           |                           |                  |
| Exempté         | Stade La Grande-Motte              | Montpellier Fire Sharks   | -                         | Exempté          |
|                 |                                    |                           |                           |                  |

### 6ejournée
| Le 5 avril 2014  | Parc de Parilly, Lyon              | ALFA Lions                | 3.8. (26) - 19.26. (140) | Toulouse Hawks        |
|                  |                                    |                           |                          |                       |
| Le 5 avril 2014  | Stade La Grande-Motte              | Montpellier Fire Sharks   | 31.29. (251) - 9.7. (61) | Strasbourg Kangourous |
|                  |                                    |                           |                          |                       |
| Le 19 avril 2014 | Stade ASPTT Cergy-Pontoise, Ennery | Coyotes de Cergy-Pontoise | 0.0 (100) - 0.0 (0)      | ALFA Lions            |
|                  |                                    |                           |                          |                       |
| Exempté          | Stade du Polygone, Vincennes       | Paris Cockerels           | -                        | Exempté               |
|                  |                                    |                           |                          |                       |

### 7ejournée
| Le 3 mai 2014 | Stade de Hautepierre, Strasbourg | Strasbourg Kangourous | 1.7. (13) - 28.15. (183)  | Bordeaux Bombers          |
|               |                                  |                       |                           |                           |
| Le 3 mai 2014 | Stade du Polygone, Vincennes     | Paris Cockerels       | 12.10. (82) - 11.14. (80) | Montpellier Fire Sharks   |
|               |                                  |                       |                           |                           |
| Le 3 mai 2014 | Stade Pierre Corbarieu, Toulouse | Toulouse Hawks        | 17.13. (115) - 9.15. (69) | Coyotes de Cergy-Pontoise |
|               |                                  |                       |                           |                           |
| Exempté       | Parc de Parilly, Lyon            | ALFA Lions            | -                         | Exempté                   |
|               |                                  |                       |                           |                           |

### Demi-finale
| Le 24 mai 2014 | Stade Pierre Corbarieu, Toulouse   | Toulouse Hawks   | 136 -86 | Coyotes de Cergy-Pontoise |
|                |                                    |                  |         |                           |
| Le 24 mai 2014 | Stade des Bords de Jalle, Bordeaux | Bordeaux Bombers | 71-85   | Paris Cockerels           |
|                |                                    |                  |         |                           |

### Finale
| Le 14 juin 2014 | Stade Pierre Corbarieu, Toulouse | Toulouse Hawks | 104-62 | Paris Cockerels |

## Classement
| Pl. | Équipe                    | J | V | N | D | PM  | PC  | Pts | Diff  |
| --- | ------------------------- | - | - | - | - | --- | --- | --- | ----- |
| 1   | Toulouse Hawks CF T       | 6 | 6 | 0 | 0 | 774 | 302 | 24  | + 472 |
| 2   | Bordeaux Bombers          | 6 | 4 | 0 | 2 | 667 | 372 | 18  | + 295 |
| 3   | Paris Cockerels           | 6 | 4 | 0 | 2 | 565 | 347 | 18  | + 218 |
| 4   | Coyotes de Cergy-Pontoise | 6 | 3 | 0 | 3 | 497 | 380 | 15  | + 117 |
| 5   | Montpellier Fire Sharks T | 6 | 3 | 0 | 3 | 626 | 429 | 15  | + 199 |
| 6   | Strasbourg Kangourous     | 6 | 1 | 0 | 5 | 333 | 877 | 9   | - 544 |
| 7   | ALFA Lions                | 6 | 0 | 0 | 6 | 201 | 667 | 4   | - 476 |

Abréviations
T : Tenant du titre

CF : Vainqueur de la Coupe de France